# 海姆·萊布·什穆勒維茲
海姆·萊布·什穆勒維茲 (希伯來語：‎，1902年—1979年) ，猶太教學者，曾在密尔经学院任教40多年， 並在波兰、上海和耶路撒冷等地定居。

## 生平
海姆·萊布·什穆勒維茲生于立陶宛考那斯。1930年1月3日，海姆·萊布·什穆勒維茲與Chana Miriam結婚。
第二次世界大战爆发後，海姆·萊布·什穆勒維茲被迫流亡国外。
海姆·萊布·什穆勒維茲在日本神户呆了半年，後來搬到上海呆了5年。
1947年，海姆·萊布·什穆勒維茲搬到美国，並在美國呆了六个月，之後又搬到耶路撒冷，此後他就一直待在耶路撒冷，直至去世。 